# سمارة (مسلسل)
سمارة، مسلسل تلفزيوني مصري عرض في رمضان 1432هـ/2011م.

## قصة المسلسل
تدور أحداث المسلسل داخل إحدى الحارات الشعبية خلال فترة الأربعينيات وذلك حيث الفتاة (سمارة) التي تؤدي الدور غادة عبد الرازق التي تمتهن الرقص ويتصارع تجار المخدرات للفوز بقلبها بمساعده امها المعلمة ويصل الامر إلى قتل كل من احبته وتتوالى الصراعات والانتقام
يذكر أن المسلسل مقتبس من الفيلم السينمائي والذي يحمل نفس الاسم "سمارة"، الذي قامت ببطولته الفنانة تحية كاريوكا.

## طاقم العمل
| الممثل(ة)           | الدور        |
| ------------------- | ------------ |
| غادة عبد الرازق     | سمارة        |
| لوسي                | عليات        |
| حسن حسني            | المعلم سلطان |
| محمد لطفي           |              |
| ياسر جلال           | المعلم سعد   |
| سامي العدل          | المعلم فتوح  |
| رجاء الجداوي        |              |
| عمر الحريري         | ضيف شرف      |
| شمس                 |              |
| زكي فطين عبد الوهاب | والد سمارة   |
| عبد الرحمن أبو زهرة |              |
| مروى                | ناني         |
| أحمد وفيق           | كمال         |

## المقدمة
غنت الفنانة اللبنانية نانسي عجرم مقدمة المسلسل وكانت هي المرة الثانية في غناء مقدمات المسلسلات.